# La Clarté en Perros-Guirec

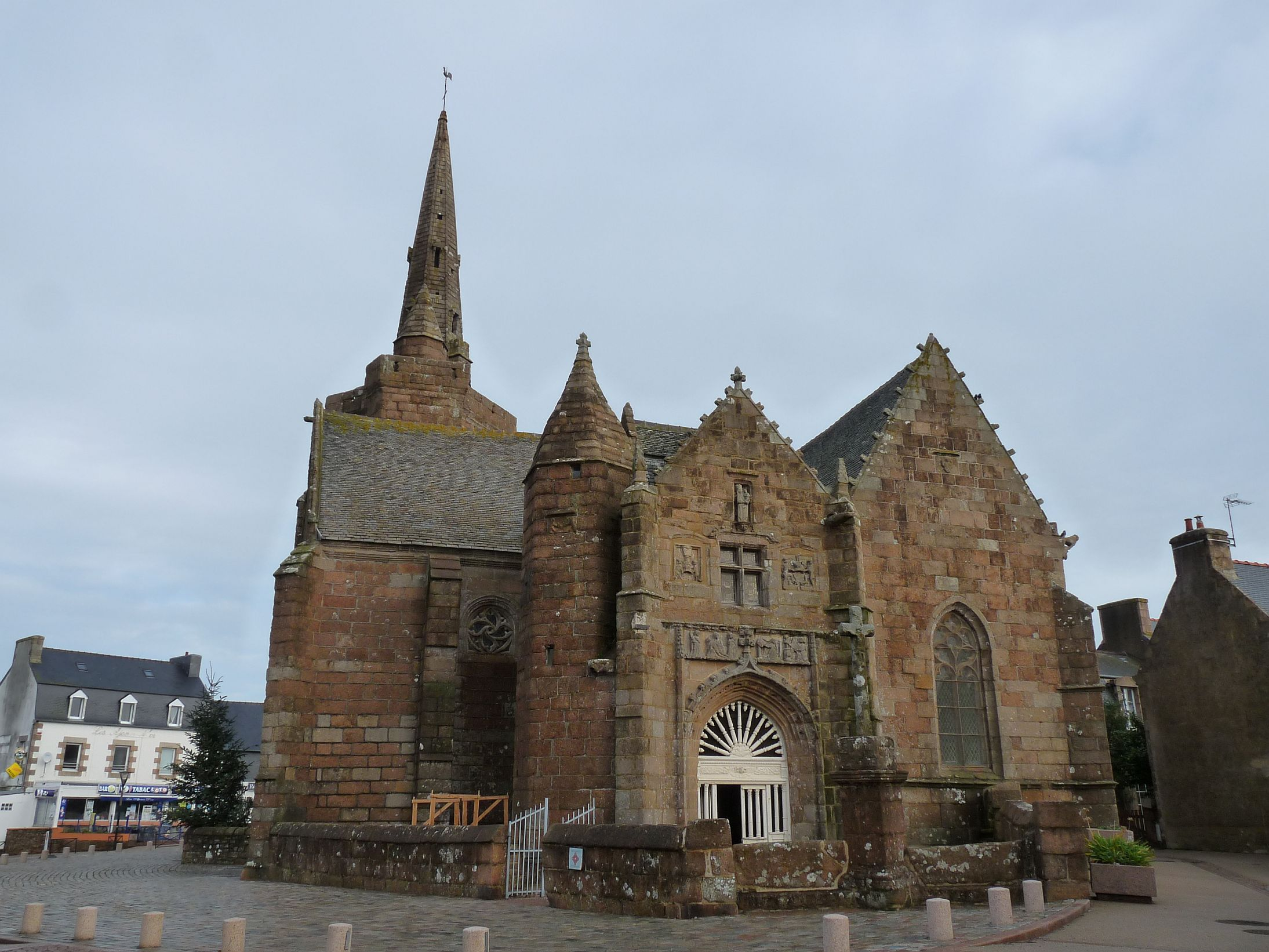
La chapelle de La Clarté.

La Clarté (en breton : ar Sklaerder) est un bourg de la commune de Perros-Guirec du département des Côtes-d'Armor, dans la région Bretagne, en France.

## Situation
Le bourg de La Clarté est situé sur la hauteur, entre le centre de Perros-Guirec, le bourg de Ploumanac'h et Trégastel.

## Histoire
La Clarté en Perros-Guirec est notamment connu pour l'extraction de granit de qualité « Rose de La Clarté », dit aussi parfois granit « Rouge celtique » ou « Rose d'Armor ». Il s'agit d'un granit porphyroïde à gros grain entièrement cristallisé et d'aspect moucheté contenant d'assez grands cristaux de feldspath qui lui donnent une couleur à dominante rose soutenu. Ce type de roche plutonique affleure sur la côte de granit rose.
Il est entre autres utilisé pour la réalisation de dallages extérieurs et intérieures et apprécié pour la taille de stèles funéraires et commémoratives. Le granit « Rose de La Clarté » est choisi pour la création de l'immense Croix de Lorraine du Mémorial du général De Gaulle à Colombey-les-Deux-Églises. La carrière est propriété de la société Hignard.

## Lieux et monuments

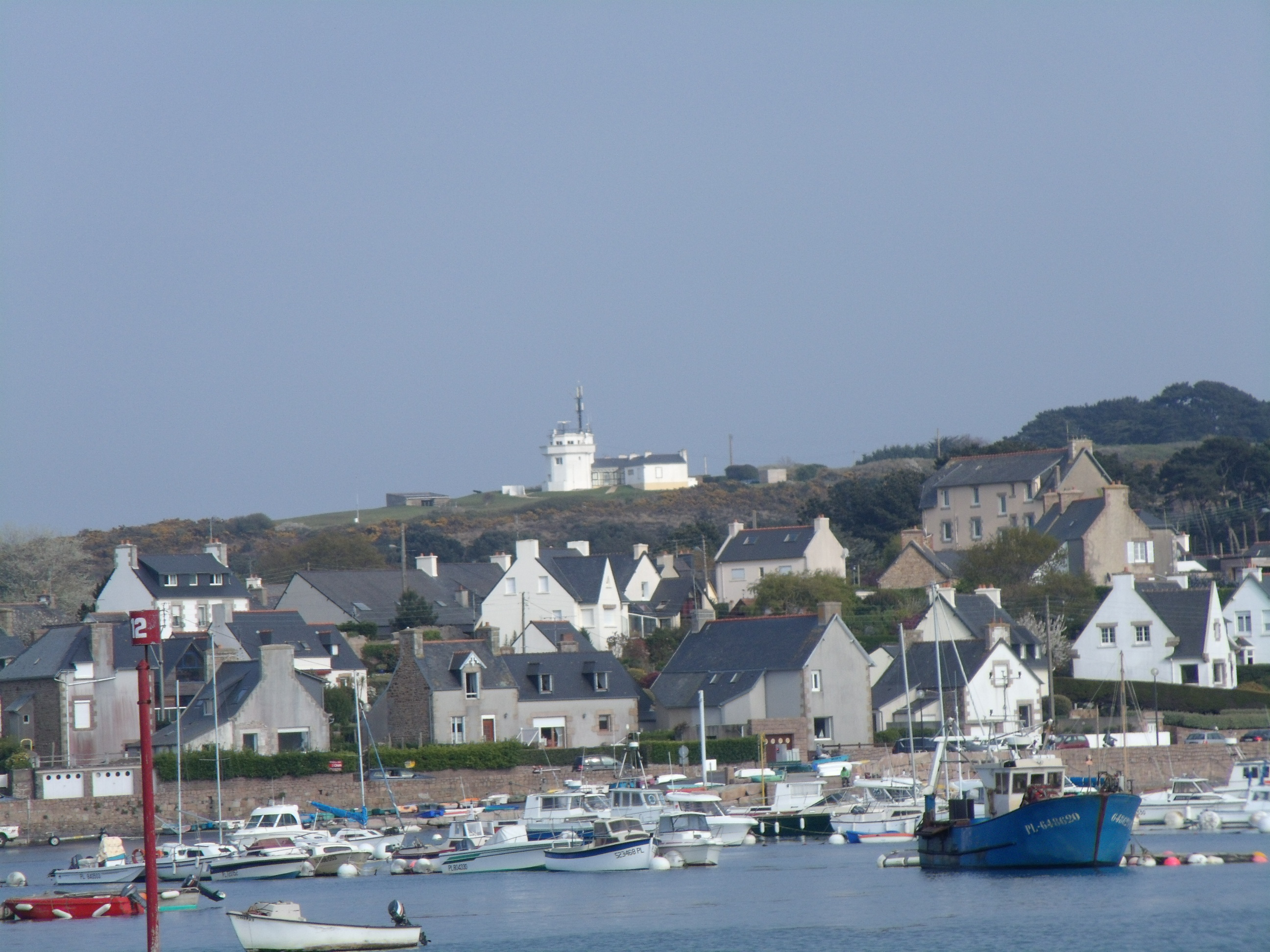
Le sémaphore avec au 1er plan, le port de Ploumanac'h.

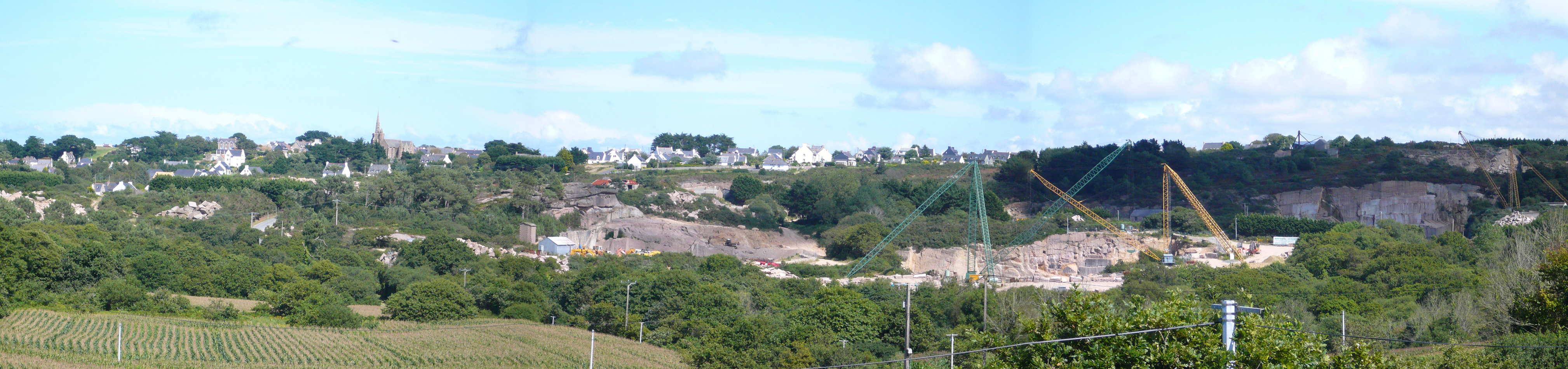
Les carrières de granit et le bourg de La Clarté.

- La chapelle Notre-Dame de La Clarté
- Moulin de la Lande du Crac'h[3] : ce moulin à vent, datant de 1727, est construit en moellons de granite rose ; la charpente recouverte d'ardoises, s'oriente en fonction du vent. Inscrit aux monuments historiques depuis 1983, il a été restauré en 1986 grâce à des fonds privés, mais la machinerie intérieure n'existe plus. Il est propriété de la commune, mais ne se visite pas.
- Le sémaphore[4] : le sémaphore du Cribo est construit sur un promontoire qui prolonge le tertre de la Clarté et qui s´avance vers la mer dans le secteur nord-ouest. Situé au-dessus du virage panoramique de la corniche, entre la Clarté et Ploumanac'h, le bâtiment, propriété de la marine nationale depuis 1806, occupe un emplacement stratégique car la vue est circulaire et de grande portée par temps clair. Avant l'ère des alarmes électroniques, ce sémaphore était équipé d'un canon par la société de sauvetage en mer pour le déclenchement de l'alarme du canot de sauvetage de Ploumanac'h. Il est possible de visiter le sémaphore lors des Journées européennes du patrimoine. Des visites sont également prévues une fois par semaine en juillet et août.
- Les carrières de granite rose[5] : les carrières de La Clarté sont des carrières situées en front de taille, sur le plateau, au-dessus de la vallée du Petit Traouïero. C'est seulement après 1900 que le granite de la Clarté commencera à être exploité dans de grandes carrières.
- Le virage panoramique : situé au large de la plage de Trestraou sur la D788 sous le sémaphore, il offre le panorama le plus large de la région, de Trestel à Trégastel, avec au large l'île Tomé et l'ensemble de l'archipel des Sept-Îles.
- La Roche des Poètes[6] (également appelée Roche des Martyrs) : trois médaillons de Gabriel Vicaire, Anatole Le Braz et Charles Le Goffic, y sont apposés.

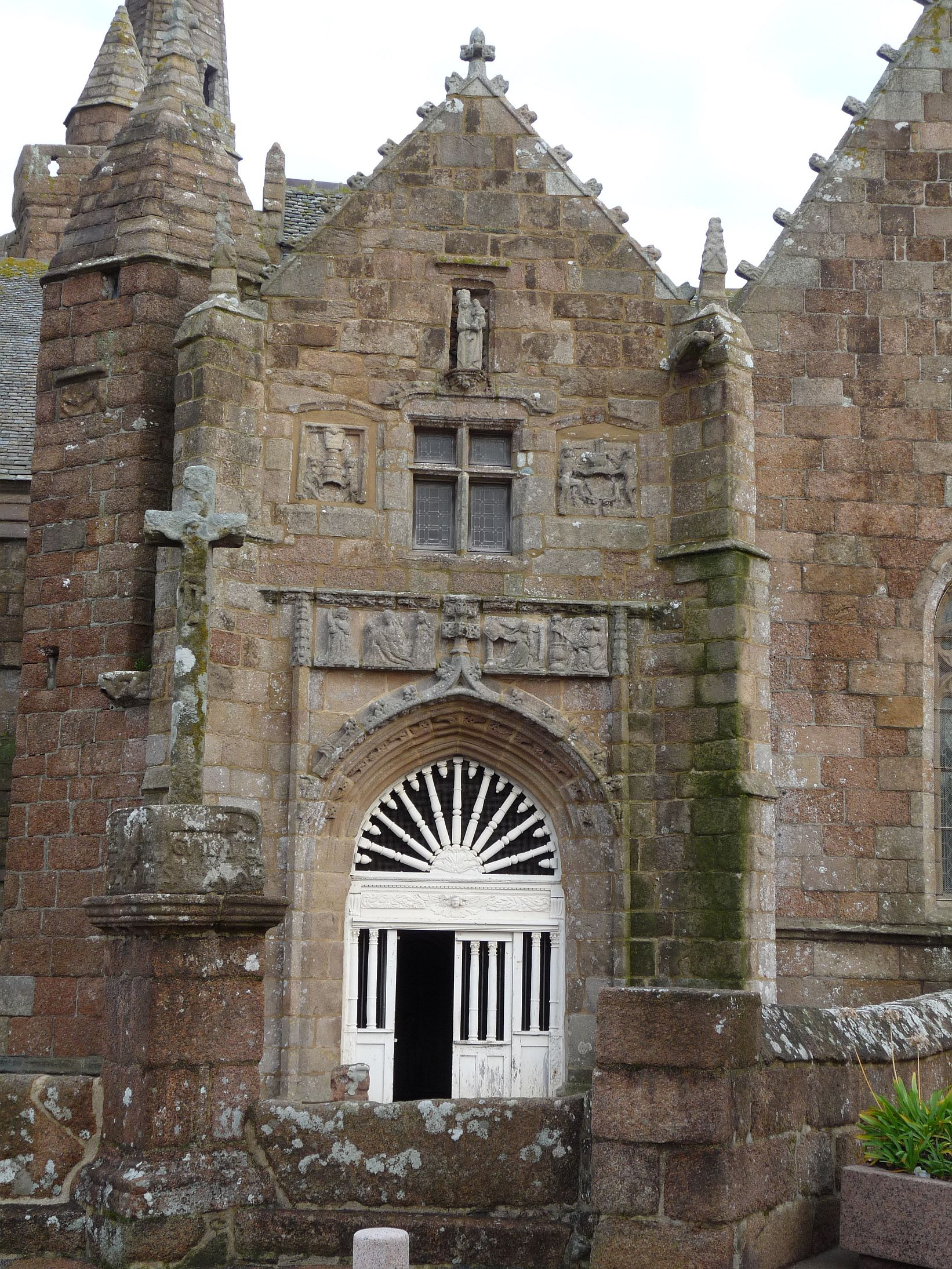
Le portail de la chapelle.
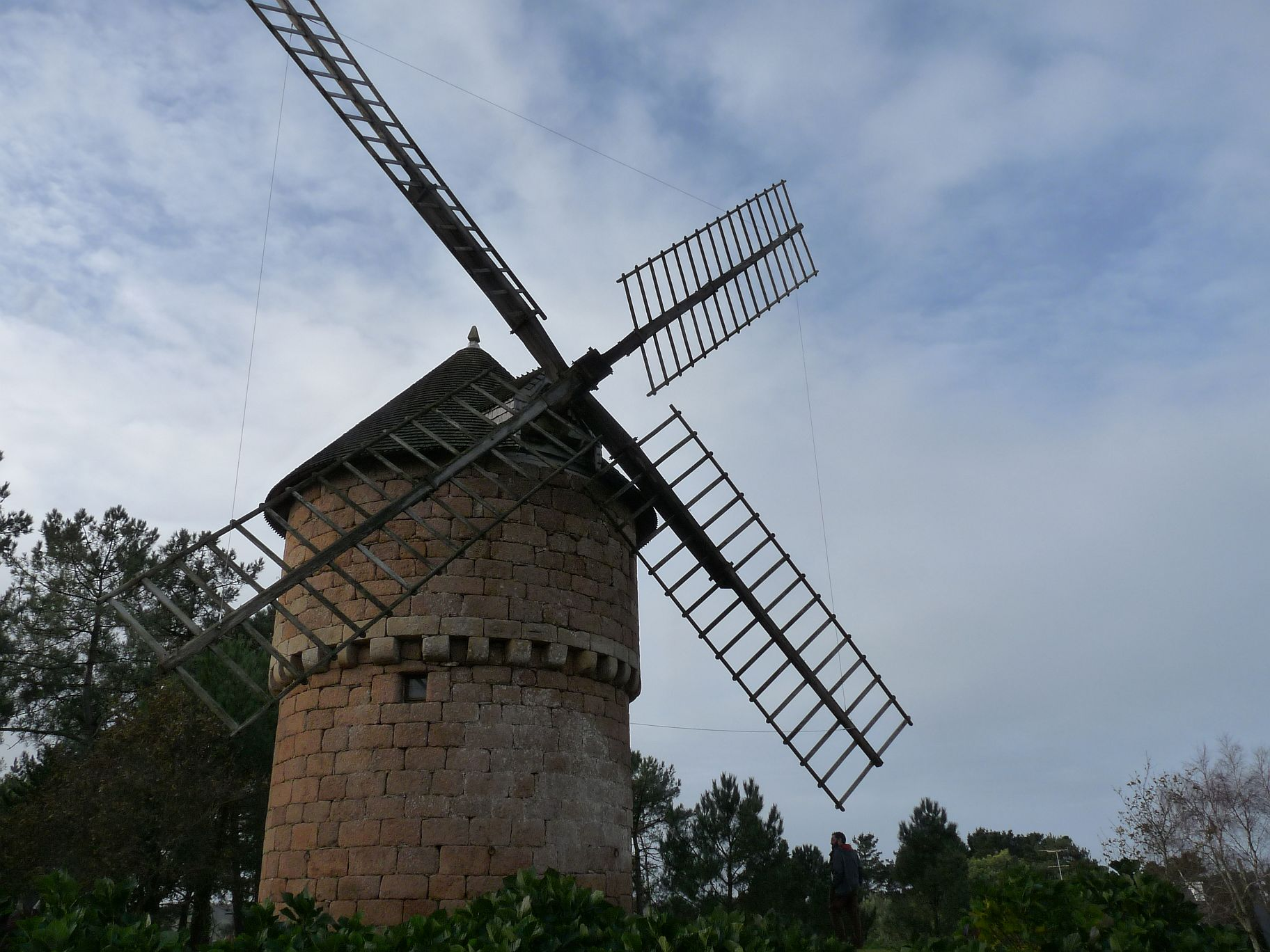
Le moulin de la Lande du Crac'h.
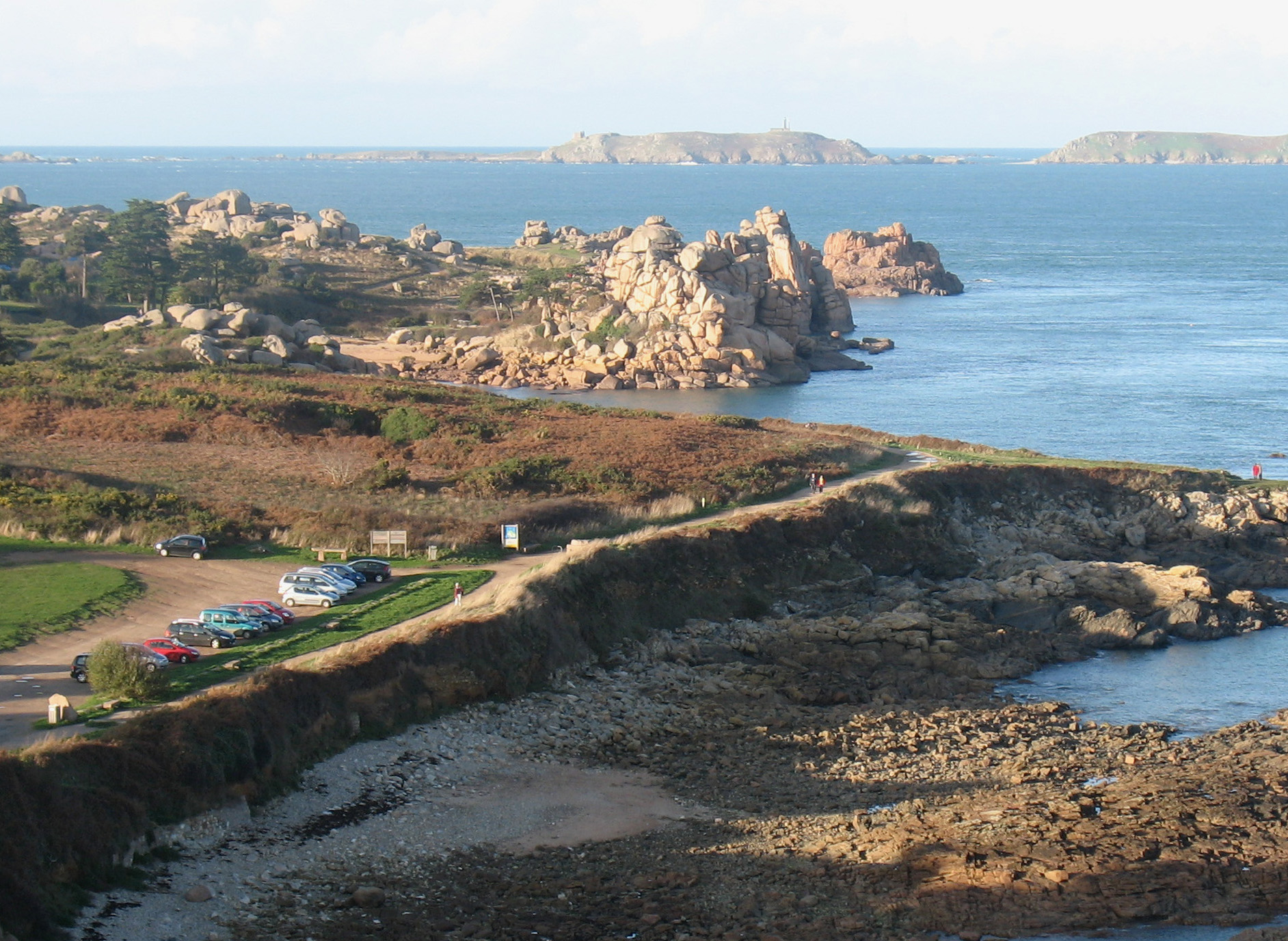
Vue nord nord-ouest du panorama.

## Personnalités liées à la commune
- Le peintre russe Alexandre Benois passe ses dernières vacances en Bretagne à Trébeurden. Il en rapporte de nombreuses aquarelles dont celle du Pardon de la chapelle de la Clarté à Perros-Guirec (bourg de Ploumanac'h) ainsi que celle de l'intérieur de la chapelle de Penvern à Trébeurden[7].
- L'imitateur Thierry Le Luron, originaire de Ploumanac'h, repose au cimetière de La Clarté.
- Georges Sabbagh et son fils, Pierre Sabbagh, avaient une maison à Ploumanac'h.

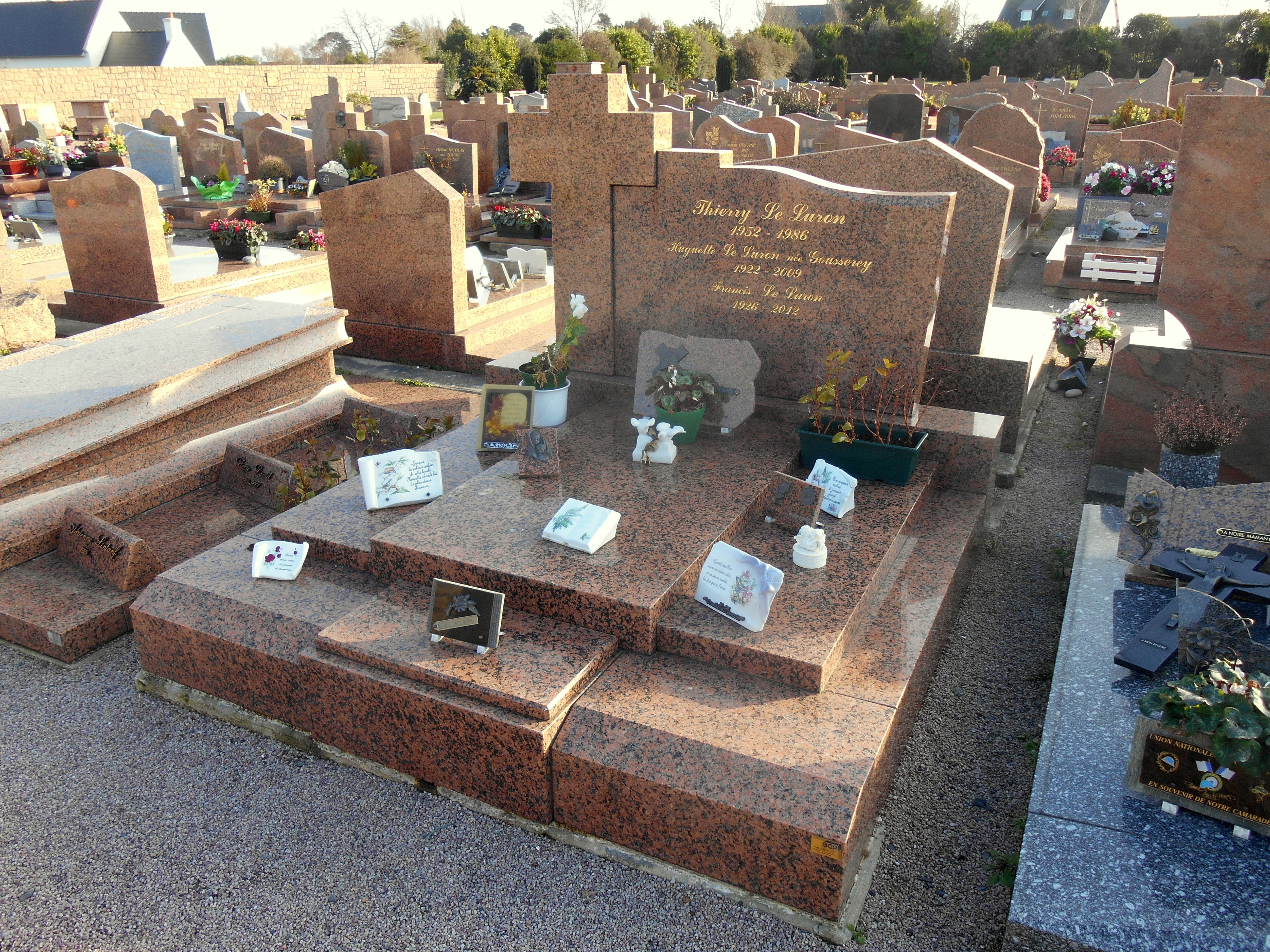
Tombe de Thierry Le Luron à La Clarté en Perros-Guirec, aux côtés de ses parents